# Torsten Johansson
För andra betydelser, se Torsten Johansson (olika betydelser).
Torsten Johansson, född 11 april 1920 i Karlsborgs socken, Skaraborgs län, död 15 maj 2004 i Malmö, var en svensk tennisspelare. 
Torsten Johansson var son till frisörmästaren Aldor Johansson. Han utbildade sig efter genomgången folkskola till frisör, men lämnade sedan yrket och blev 1946 anställd som bilförsäljare hos AB Hans Osterman i Stockholm.

## Tenniskarriären
Torsten Johansson segrade i Kungens kanna 1940 och vann 20 SM-titlar utomhus och 12 inomhus. Han var särskilt framgångsrik som dubbelspelare och vann fem skandinaviska mästerskap i dubbel. Perioden 1946-1960 spelade han 72 Davis Cup-matcher för Sverige varav 51 segrar. Tillsammans med Lennart Bergelin deltog han 1946 i en DC-match mot Jugoslavien som gällde final i Europazonen och som kommit att betecknas som "undret i Varberg". Svenskarna lyckades på ett mirakulöst sätt vända ett 0-2-underläge till seger med 3-2. Under 1960-talet var han kapten för det svenska DC-laget.

## Spelaren och personen
Johansson var en tämligen komplett spelare som spelade med elegans och god teknik. Han var en klok taktiker på banan samtidigt som han kunde göra oväntade saker. Han ansågs därför vara en skicklig "bolltrollare". Hans spel passade såväl på långsamt grusunderlag som på snabbt gräs. År 1947 slog han ett rekord i herrsingeln i Wimbledonmästerskapen som sedan stått sig, då han i två matcher slog ut sina motståndare med siffrorna 6-0, 6-0, 6-0. Han nådde fjärde omgången i turneringen samma år. Där förlorade han mot den blivande finalvinnaren Jack Kramer. 
1957 gav han ut boken Tennis utan tårar.
Torsten Johansson upptogs 2005 postumt i Swedish Tennis Hall of Fame.